# 2018년 FIFA 월드컵 E조

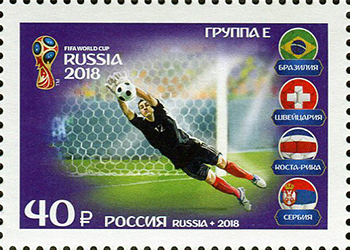
2018 postage stamp from Russia depicting Group E of the 2018 FIFA World Cup group stage.

2018년 FIFA 월드컵 E조는 2018년 6월 17일부터 2018년 6월 27일까지 일정이 진행되었다. E조는 브라질, 스위스, 코스타리카, 세르비아로 구성되었다. 4개의 팀들 중 상위 2개의 팀이 16강전에 진출한다.

## 팀
| 시드 배정 | 팀         | 연맹     | 출전 방식            | 참가 확정 날짜   | 출전 횟수 | 마지막 출전 | 최고 순위                                   | FIFA 랭킹   | FIFA 랭킹  |
| 시드 배정 | 팀         | 연맹     | 출전 방식            | 참가 확정 날짜   | 출전 횟수 | 마지막 출전 | 최고 순위                                   | 2017년 10월 | 2018년 6월 |
| --------- | ---------- | -------- | -------------------- | ---------------- | --------- | ----------- | ------------------------------------------- | ----------- | ---------- |
| E1        | 브라질     | CONMEBOL | 남미 지역 예선 1위   | 2017년 3월 28일  | 21회      | 2014년      | 우승 (1958년, 1962년, 1970년, 1994, 2002년) | 2위         | 2위        |
| E2        | 스위스     | UEFA     | 유럽 플레이오프 승리 | 2017년 11월 12일 | 11회      | 2014년      | 8강 (1934년, 1938년, 1954년)                | 11위        | 6위        |
| E3        | 코스타리카 | CONCACAF | 북중미 5차 예선 2위  | 2017년 10월 7일  | 5회       | 2014년      | 8강 (2014년)                                | 22위        | 23위       |
| E4        | 세르비아   | UEFA     | 유럽 예선 D조 1위    | 2017년 10월 9일  | 12회      | 2010년      | 4위 (1930년, 1962년)                        | 38위        | 34위       |

참고
1. ↑  2017년 10월 랭킹은 본선 조편성에 반영되었다.
2. ↑  이번 대회는 세르비아가 출전하는 2번째 FIFA 월드컵이다. 그러나, FIFA는 세르비아를 유고슬라비아와 세르비아 몬테네그로를 계승한 것으로 간주했다.
3. ↑  세르비아는 2010년 대회 조별 리그를 통과하지 못했었다. 그러나, FIFA는 세르비아를 유고슬라비아와 세르비아 몬테네그로를 계승한 것으로 간주했다.

## 순위
| 순위 | 팀         | 경기 | 승 | 무 | 패 | 득 | 실 | 차 | 승점 |
| ---- | ---------- | ---- | -- | -- | -- | -- | -- | -- | ---- |
| 1    | 브라질     | 3    | 2  | 1  | 0  | 5  | 1  | +4 | 7    |
| 2    | 스위스     | 3    | 1  | 2  | 0  | 5  | 4  | +1 | 5    |
| 3    | 세르비아   | 3    | 1  | 0  | 2  | 2  | 4  | −2 | 3    |
| 4    | 코스타리카 | 3    | 0  | 1  | 2  | 2  | 5  | −3 | 1    |

출처: FIFA

## 경기
모든 시간대는 현지 시간을 따른다.

### 코스타리카 vs 세르비아
두 팀은 1번도 만난 적이 없다.

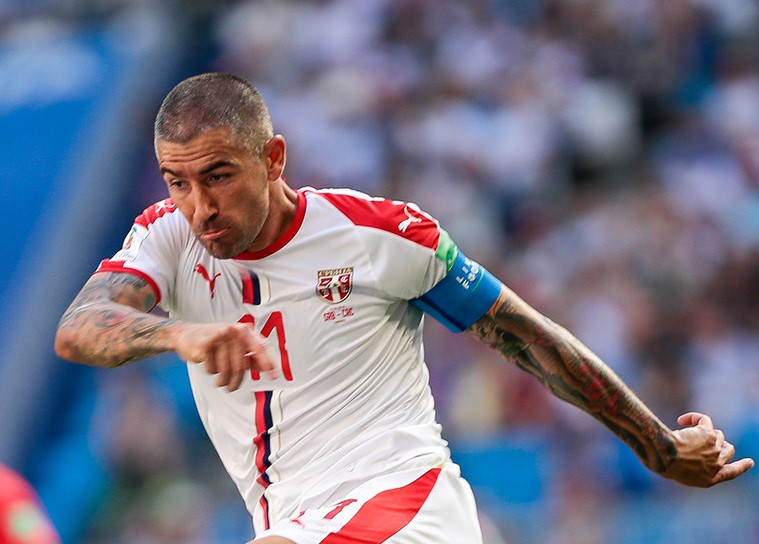
Aleksandar Kolarov scored the lone goal and won the Man of the Match award

두 수비수 모두 첫 순간에 테스트를 받았다.-알렉산다르 미트로비치는 노력을 선에서 끊은 후 지안카를로 곤살레스가 다른 쪽 끝에 블라디미르 스토스코비치를 향했다. 세르비아 팀은 코스타리카가 휴식 시간 직전에 짧은 소유권을 누렸기 때문에 프란시스코 칼보가 파업을 크게 끌고 갔을 때 침투 부족으로 거의 처벌 받을 뻔했다. 콜라로프가 오른쪽 발 프리킥을 차서 오른쪽 구석으로 날아갔다. 한편 세르비아의 네마냐 마티치는 경기가 끝난 후 공을 되찾으려고 시도하다가 부상 시간에 코스타리카의 코칭 스태프와 대치하고 있었다.
세르비아는 1998년 이란에 대한 유고슬라비아(1-0)이후 처음으로 월드컵 본선 개막전에서 승리했다. 코스타리카는 2006년 이후 월드컵에서 첫 패배를 맛 보며 5경기 무패(W2D3)를 기록했다. 콜라로프의 공격은 1998년 시니샤 미하일로비치가 이란을 상대로 골을 넣은 이후 세르비아의 유유고 슬라비아 선수가 넣은 첫 직접 프리 킥이었다. 세르비아를 상대로 한 콜라로프의 골은 올해 월드컵(러시아 알렉산드르 골로빈과 포르투갈의 크리스티아누 호날두에 이어세번째 직접 프리 킥 골)이었다. 2014년 브라질 대회 전체
| 코스타리카 | 0 – 1  | 세르비아     |
| ---------- | ------ | ------------ |
|            | 리포트 | 콜라로브 56′ |

| 코스타리카 | 세르비아 |

| GK                | 1  | 케일러 나바스        |     |     |
| SW                | 3  | 히안카를로 곤살레스  |     |     |
| CB                | 2  | 호니 아코스타        |     |     |
| CB                | 6  | 오스카르 두아르테    |     |     |
| RWB               | 16 | 크리스티안 감보아    |     |     |
| LWB               | 15 | 프란시스코 칼보      | 22′ |     |
| CM                | 20 | 다비드 구스만        | 56′ | 73′ |
| CM                | 5  | 셀소 보르헤스        |     |     |
| RW                | 11 | 호안 베네가스        |     | 60′ |
| LW                | 10 | 브리안 루이스 (주장) |     |     |
| CF                | 21 | 마르코 우레냐        |     | 66′ |
| 교체 선수:        |    |                      |     |     |
| MF                | 7  | 크리스티안 볼라뇨스  |     | 60′ |
| FW                | 12 | 조엘 캠벨            |     | 66′ |
| MF                | 9  | 다니엘 콜린드레스    |     | 73′ |
| 감독:             |    |                      |     |     |
| 오스카르 라미레스 |    |                      |     |     |

| GK                  | 1  | 블라디미르 스토이코비치    |       |     |
| RB                  | 6  | 브라니슬라브 이바노비치    | 59′   |     |
| CB                  | 15 | 니콜라 밀렌코비치          |       |     |
| CB                  | 3  | 두슈코 토시치              |       |     |
| LB                  | 11 | 알렉산다르 콜라로브 (주장) |       |     |
| CM                  | 21 | 네마냐 마티치              |       |     |
| CM                  | 4  | 루카 밀리보예비치          |       |     |
| RW                  | 10 | 두샨 타디치                |       | 83′ |
| AM                  | 20 | 세르게이 밀린코비치사비치  |       |     |
| LW                  | 22 | 아뎀 랴이치                |       | 70′ |
| CF                  | 9  | 알렉산다르 미트로비치      |       | 90′ |
| 교체 선수:          |    |                            |       |     |
| MF                  | 17 | 필리프 코스티치            |       | 70′ |
| DF                  | 2  | 안토니오 루카비나          |       | 83′ |
| FW                  | 8  | 알렉산다르 프리요비치      | 90+8′ | 90′ |
| 감독:               |    |                            |       |     |
| 믈라덴 크르스타이치 |    |                            |       |     |

| 최우수 선수: 알렉산다르 콜라로브 (세르비아) 부심: 지브릴 카마라 (세네갈) 엘하지 말리크 삼바 (세네갈) 대기심: 밤락 테세마 웨예사 (에티오피아) 후보 대기심: 티혼 칼루긴 (러시아) 비디오 판독심: 클레망 튀르팽 (프랑스) 보조 비디오 판독심: 파베우 길 (폴란드) 시릴 그랭고르 (프랑스) 아르투르 소아르스 디아스 (포르투갈) |

### 브라질 vs 스위스
두 팀은 1950년 FIFA월드컵 조별 리그 경기에서 2대 2무승부를 기록하는 등 8경기에서 만났다.
Paulinho의 근거리에서의 노력으로 YannSommer는 저축을 했다. 첫 골은 오른쪽 발로 페널티 지역 밖에서 필립 쿠티노가 골을 넣은 직후에 기록되었다. 브라질도 위기 직전에 티아고 실바가 크로스 바 위로 몇인치를 헤딩했을 때 나왔다. 후반전 5분에 스티븐 주베르는 미란다를 뒤로 밀어 넣는 것처럼 보이는 VAR리뷰에 의해 결정된 오른쪽 코너 뒤에 논란이 되는 헤딩 슛을 성공시켰다. 후반 73분 가브리엘 헤이저스가 페널티 지역에서 마누엘 아카니에 의해 해킹당한 후 페널티 킥을 거부당한 이후 더 많은 논란이 일어났다. 브라질은 후반전에 몇 차례나 근접했지만 네이마르, 로베르토 피르미노, 미란다는 골을 넣지 못 했다.
브라질은 1978년 6월 이후 4경기 만에 역대 최악인 월드컵 3경기(D1L2)에서 한 차례도 승리하지 못 했다. 발론 베라미는 역사상 4개의 월드컵에 출전한 최초의 스위스 선수이다. 브라질은 스웨덴과 1대 1로 비겼던 1978년 이후 처음으로 월드컵 개막전에서 승리하지 못 했다.
| 브라질     | 1 – 1  | 스위스   |
| ---------- | ------ | -------- |
| 코치뉴 20′ | 리포트 | 추버 50′ |

| 브라질 | 스위스 |

| GK         | 1  | 알리송            |     |     |
| RB         | 14 | 다닐루            |     |     |
| CB         | 2  | 치아구 시우바     |     |     |
| CB         | 3  | 미란다            |     |     |
| LB         | 12 | 마르셀루 (주장)   |     |     |
| CM         | 5  | 카제미루          | 47′ | 60′ |
| CM         | 15 | 파울리뉴          |     | 67′ |
| RW         | 19 | 윌리앙            |     |     |
| AM         | 11 | 필리피 코치뉴     |     |     |
| LW         | 10 | 네이마르          |     |     |
| CF         | 9  | 가브리에우 제주스 |     | 79′ |
| 교체 선수: |    |                   |     |     |
| MF         | 17 | 페르난지뉴        |     | 60′ |
| MF         | 8  | 헤나투 아우구스투 |     | 67′ |
| FW         | 20 | 호베르투 피르미누 |     | 79′ |
| 감독:      |    |                   |     |     |
| 치치       |    |                   |     |     |

| GK                    | 1  | 얀 조머                      |     |     |
| RB                    | 2  | 슈테판 리히트슈타이너 (주장) | 31′ | 87′ |
| CB                    | 22 | 파비안 셰어                  | 65′ |     |
| CB                    | 5  | 마누엘 아칸지                |     |     |
| LB                    | 13 | 리카르도 로드리게스          |     |     |
| CM                    | 11 | 발론 베흐라미                | 68′ | 71′ |
| CM                    | 10 | 그라니트 자카                |     |     |
| RW                    | 23 | 제르단 샤치리                |     |     |
| AM                    | 15 | 블레림 제마일리              |     |     |
| LW                    | 14 | 슈테벤 추버                  |     |     |
| CF                    | 9  | 하리스 세페로비치            |     | 80′ |
| 교체 선수:            |    |                              |     |     |
| MF                    | 17 | 데니스 자카리아              |     | 71′ |
| FW                    | 7  | 브릴 엠볼로                  |     | 80′ |
| DF                    | 6  | 미하엘 랑                    |     | 87′ |
| 감독:                 |    |                              |     |     |
| 블라디미르 페트코비치 |    |                              |     |     |

| 최우수 선수: 필리피 코치뉴 (브라질) 부심: 마르빈 토렌테라 (멕시코) 미겔 에르난데스 (멕시코) 대기심: 혼 피티 (파나마) 후보 대기심: 가브리엘 빅토리아 (파나마) 비디오 판독심: 파올로 발레리 (이탈리아) 보조 비디오 판독심: 마우로 비글리아노 (아르헨티나) 엘레니토 디 리베라토레 (이탈리아) 잔루카 로키 (이탈리아) |

### 브라질 vs 코스타리카

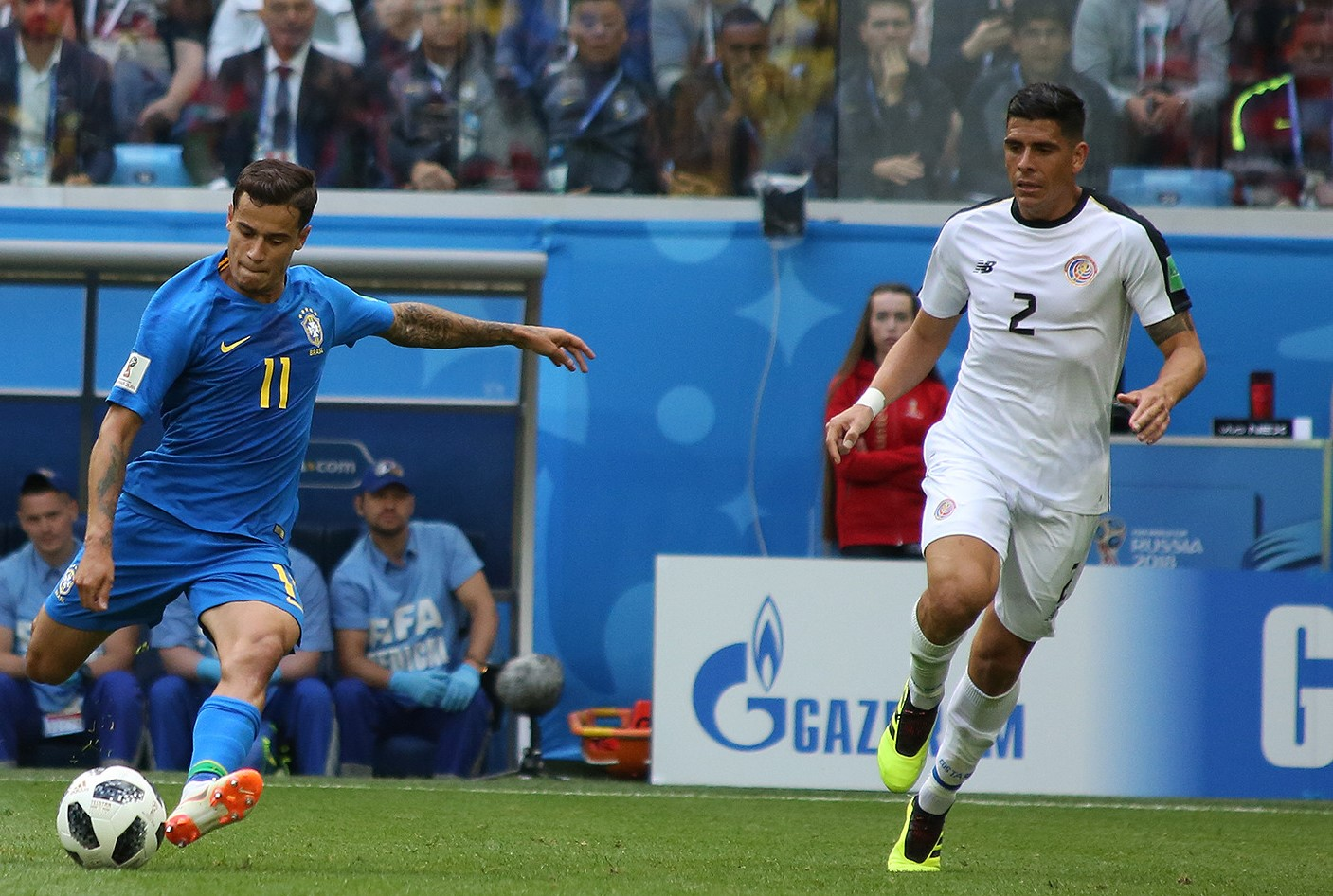
Goalscorer and Man of the Match Philippe Coutinho, followed by Johnny Acosta

두 팀은 1990년과 2002년 FIFA월드컵 조별 리그 2경기를 포함해 10경기에서 만나 브라질(각각 1-0,5-2)승리로 끝났다.
13분 후에 셀소 보르게스는 크리스티안 감보아 절단기에서 목표물로부터 멀리 떨어진 노력을 날렸다. 가브리엘 지저스는 25분에 오프 사이드 위치에서 골을 넣었다. 마르셀로는 휴식 시간 5분 후에 낮은 드라이브를 날렸는데, 그것은 키일러 나바스가 멈췄다. 휴식 후에, 예수님은 크로스 바로 향하셨다. 나바스가 필립 쿠틴호의 추적을 크게 바꾸기 전에. 네이마르가 72분 18야드에서 오른쪽으로 몸을 구부린 뒤 VAR를 통해 페널티 킥을 거부한 것이 올바른 결정에 도달했다. 쿠티노는 91분 만에 브라질에게 리드를 안겨 주었다. 호베르투 피르미노가 고개를 숙여 예수님의 터치를 받고 골을 넣었다. 네이마르는 근거리에서 오른쪽으로 떨어진 더글러스 코스타의 크로스를 경기 종료 시간까지 가볍게 쳤다.
네이마르의 7분간 휴식 시간 공격은 역대 월드컵 사상 가장 최근의 공격이었다. 브라질의 첫 월드컵 우승은 90분에 터진 골 덕분이었다. 코스타리카는 이 경기가 끝난 후 2006년 이후 처음으로 토너먼트에서 탈락했다.
| 브라질                        | 2 – 0  | 코스타리카 |
| ----------------------------- | ------ | ---------- |
| 코치뉴 90+1′ · 네이마르 90+7′ | 리포트 |            |

| 브라질 | 코스타리카 |

| GK         | 1  | 알리송               |     |       |
| RB         | 22 | 파그네르             |     |       |
| CB         | 2  | 치아구 시우바 (주장) |     |       |
| CB         | 3  | 미란다               |     |       |
| LB         | 12 | 마르셀루             |     |       |
| CM         | 5  | 카제미루             |     |       |
| CM         | 15 | 파울리뉴             |     | 68′   |
| RW         | 19 | 윌리앙               |     | 46′   |
| AM         | 11 | 필리피 코치뉴        | 81′ |       |
| LW         | 10 | 네이마르             | 81′ |       |
| CF         | 9  | 가브리에우 제주스    |     | 90+3′ |
| 교체 선수: |    |                      |     |       |
| FW         | 7  | 도글라스 코스타      |     | 46′   |
| FW         | 20 | 호베르투 피르미누    |     | 68′   |
| MF         | 17 | 페르난지뉴           |     | 90+3′ |
| 감독:      |    |                      |     |       |
| 치치       |    |                      |     |       |

| GK                | 1  | 케일러 나바스        |     |     |
| SW                | 2  | 호니 아코스타        | 84′ |     |
| CB                | 3  | 히안카를로 곤살레스  |     |     |
| CB                | 6  | 오스카르 두아르테    |     |     |
| RWB               | 16 | 크리스티안 감보아    |     | 75′ |
| LWB               | 8  | 브리안 오비에도      |     |     |
| CM                | 20 | 다비드 구스만        |     | 83′ |
| CM                | 5  | 셀소 보르헤스        |     |     |
| RW                | 11 | 호안 베네가스        |     |     |
| LW                | 10 | 브리안 루이스 (주장) |     |     |
| CF                | 21 | 마르코 우레냐        |     | 54′ |
| 교체 선수:        |    |                      |     |     |
| MF                | 7  | 크리스티안 볼라뇨스  |     | 54′ |
| DF                | 15 | 프란시스코 칼보      |     | 75′ |
| MF                | 17 | 옐친 테헤다          |     | 83′ |
| 감독:             |    |                      |     |     |
| 오스카르 라미레스 |    |                      |     |     |

| 최우수 선수: 필리피 코치뉴 (브라질) 부심: 산더르 판 루컬 (네덜란드) 에르빈 제인스트라 (네덜란드) 대기심: 다미르 스코미나 (슬로베니아) 후보 대기심: 유레 프라프로트니크 (슬로베니아) 비디오 판독심: 다니 마켈리 (네덜란드) 보조 비디오 판독심: 아르투르 소아르스 디아스 (포르투갈) 조 플레처 (캐나다) 마크 가이거 (미국) |

### 세르비아 vs 스위스

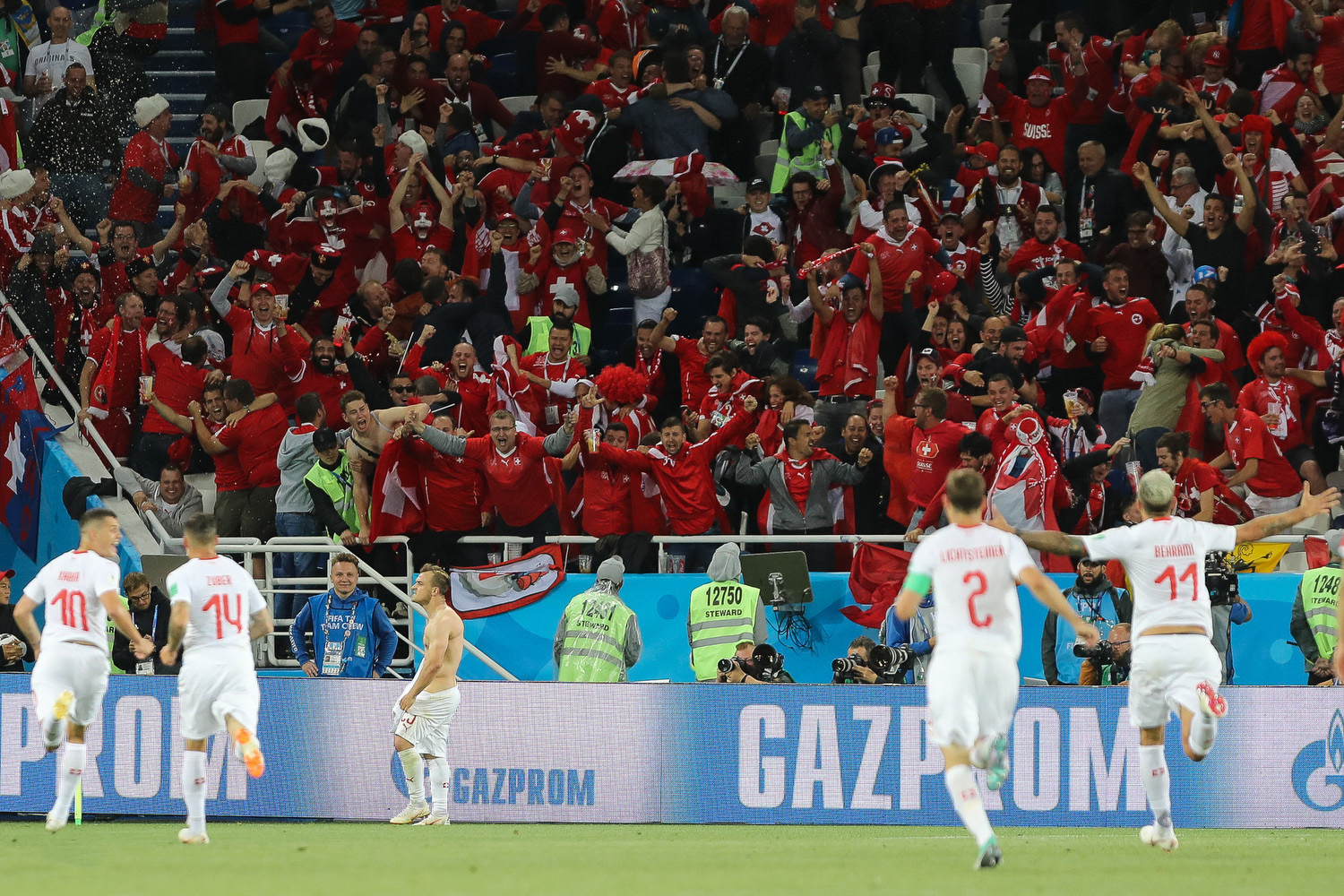
The Swiss celebrating Shaqiri's goal

그 두 팀은 만난 적이 없었다. 유고 슬라비아로 활동하는 두 팀은 1950년 FIFA월드컵 조별 리그 경기에서 유고 슬라비아의 3대 0승리를 포함하여 13번의 만남을 가졌다.
두샨 타디치가 왼쪽 발로 다시 체크해서 알렉산다르 미트로비치가 네트 왼쪽에 헤더를 갖고 있는 크로스를 오른쪽에서 보냈다. 블레림 데제마리가 페널티 구역 안쪽에서 넓게 쏘아 올렸다. 세르비아가 압박을 가했고 Serg. Milinkovi-Savich가 20야드 상승하면서 아슬아슬 하게 슛을 성공시켰다. 30분 가까이 경기한 스티븐 주베르가 골키퍼의 오른쪽으로 블라디미르 스토스코비치로부터 한 손을 뗀 데제마이에게 공을 패스했다. 52분 후에, 제르단 샤치리의 슛은 그란트 코카로 되돌아갔고, 그 미드 필더는 25야드 거리에서 컬링 오른쪽 발로 그물의 저 구석으로 날아가게 했다. 샤치리는 오른쪽에서 몸을 굽히려는 노력으로 골대를 맞추었다. 스위스 선수인 마리오 가브라노비치가 사이드 네트를 치면서 오프 사이드 판정을 받았다. 그리고, 정규 시간의 마지막 순간에, 가브라노비치는 샤치리에게 낮은 공을 던졌다 니쉬
스테판 리치 테이너는 이번 경기에서 찰스 앤터넌이 1962년 칠레 이래 세운 국가 기록을 깨며 9번째 스위스 월드컵 출전을 했다.
| 세르비아      | 1 – 2  | 스위스                |
| ------------- | ------ | --------------------- |
| 미트로비치 5′ | 리포트 | 자카 52′ · 샤치리 90′ |

| 세르비아 | 스위스 |

| GK                  | 1  | 블라디미르 스토이코비치    |       |     |
| RB                  | 6  | 브라니슬라브 이바노비치    |       |     |
| CB                  | 15 | 니콜라 밀렌코비치          |       |     |
| CB                  | 3  | 두슈코 토시치              |       |     |
| LB                  | 11 | 알렉산다르 콜라로브 (주장) |       |     |
| CM                  | 21 | 네마냐 마티치              | 45+2′ |     |
| CM                  | 4  | 루카 밀리보예비치          | 39′   | 81′ |
| RW                  | 10 | 두샨 타디치                |       |     |
| AM                  | 20 | 세르게이 밀린코비치사비치  | 34′   |     |
| LW                  | 17 | 필리프 코스티치            |       | 64′ |
| CF                  | 9  | 알렉산다르 미트로비치      | 87′   |     |
| 교체 선수:          |    |                            |       |     |
| MF                  | 22 | 아뎀 랴이치                |       | 64′ |
| FW                  | 18 | 네마냐 라도니치            |       | 81′ |
| 감독:               |    |                            |       |     |
| 믈라덴 크르스타이치 |    |                            |       |     |

| GK                    | 1  | 얀 조머                      |       |       |
| RB                    | 2  | 슈테판 리히트슈타이너 (주장) |       |       |
| CB                    | 22 | 파비안 셰어                  |       |       |
| CB                    | 5  | 마누엘 아칸지                |       |       |
| LB                    | 13 | 리카르도 로드리게스          |       |       |
| CM                    | 11 | 발론 베흐라미                |       |       |
| CM                    | 10 | 그라니트 자카                |       |       |
| RW                    | 23 | 제르단 샤치리                | 90+2′ |       |
| AM                    | 15 | 블레림 제마일리              |       | 73′   |
| LW                    | 14 | 슈테벤 추버                  |       | 90+4′ |
| CF                    | 9  | 하리스 세페로비치            |       | 46′   |
| 교체 선수:            |    |                              |       |       |
| FW                    | 18 | 마리오 가브라노비치          |       | 46′   |
| FW                    | 7  | 브릴 엠볼로                  |       | 73′   |
| FW                    | 19 | 요시프 드르미치              |       | 90+4′ |
| 감독:                 |    |                              |       |       |
| 블라디미르 페트코비치 |    |                              |       |       |

| 최우수 선수: 제르단 샤치리 (스위스) 부심: 마르크 보르슈 (독일) 슈테판 루프 (독일) 대기심: 나와프 슈크랄라 (바레인) 후보 대기심: 야세르 툴레파트 (바레인) 비디오 판독심: 펠릭스 츠바이어 (독일) 보조 비디오 판독심: 바스티안 당케르트 (독일) 카를로스 아스트로사 (칠레) 클레망 튀르팽 (프랑스) |

### 세르비아 vs 브라질
두 팀은 2014년 브라질이 1-0으로 이겼다. 유고 슬라비아로 활동하는 두 팀은 1930년, 1950년, 1954년, 1974년 FIFA월드컵 조별 리그에서 4차례, 각각 1승 2무를 기록하며 18번 만났다.
마르셀로는 등 경련 때문에 10분 만에 필리페 루이스로 교체되었다. 가브리엘 헤이저스는 네이마르에게 크로스 골 공격이 블라디미르 스토지코비치에 의해 좌절될 수 있는 기회를 만들어 주었다. 예수님은 밀로시 벨지코비치 안으로 들어가서 니콜라 밀로쉬의 뒤에서 그의 샷이 뒤로 그의 총알이 막혀 지는 것을 보았다. 전반 36분에, 파울링호는 두 수비수 사이를 질주했고, 경기장을 휘젓고 다니는 스토지코비치를 넘어선 필립 쿠틴호의 전달을 찔렀다. 네이마르는 후반 5분에 스토스 코프치가 기록한 장타율이 낮았다. 알렉산다르 미트로비치가 후반 65분 안토니오 루카비나의 크로스를 골키퍼 발 앞으로 곧장 헤딩했다. 지아고 실바는 후반 68분 네이마르의 좌익 코너에서 근소한 차이로 헤딩 골을 성공시켰다.
브라질은 1970년까지 이어진 13회 연속 월드컵 조별 리그를 통과했다. 브라질은 2010년 월드컵 개막 후 처음으로 연속 우승을 차지했다. 세르비아는 독립국으로서 월드컵 역사상 두번째 연속 탈락이다.
| 세르비아 | 0 – 2  | 브라질                    |
| -------- | ------ | ------------------------- |
|          | 리포트 | 파울리뉴 36′ · 시우바 68′ |

| 세르비아 | 브라질 |

| GK                  | 1  | 블라디미르 스토이코비치    |     |     |
| RB                  | 2  | 안토니오 루카비나          |     |     |
| CB                  | 15 | 니콜라 밀렌코비치          |     |     |
| CB                  | 13 | 밀로시 벨코비치            |     |     |
| LB                  | 11 | 알렉산다르 콜라로브 (주장) |     |     |
| CM                  | 21 | 네마냐 마티치              | 48′ |     |
| CM                  | 20 | 세르게이 밀린코비치사비치  |     |     |
| RW                  | 10 | 두샨 타디치                |     |     |
| AM                  | 22 | 아뎀 랴이치                | 33′ | 75′ |
| LW                  | 17 | 필리프 코스티치            |     | 82′ |
| CF                  | 9  | 알렉산다르 미트로비치      | 70′ | 89′ |
| 교체 선수:          |    |                            |     |     |
| MF                  | 7  | 안드리야 지브코비치        |     | 75′ |
| FW                  | 18 | 네마냐 라도니치            |     | 82′ |
| FW                  | 19 | 루카 요비치                |     | 89′ |
| 감독:               |    |                            |     |     |
| 믈라덴 크르스타이치 |    |                            |     |     |

| GK         | 1  | 알리송            |  |     |
| RB         | 22 | 파그네르          |  |     |
| CB         | 2  | 치아구 시우바     |  |     |
| CB         | 3  | 미란다 (주장)     |  |     |
| LB         | 12 | 마르셀루          |  | 10′ |
| CM         | 15 | 파울리뉴          |  | 66′ |
| CM         | 5  | 카제미루          |  |     |
| RW         | 19 | 윌리              |  |     |
| AM         | 11 | 필리피 코치뉴     |  | 80′ |
| LW         | 10 | 네이마르          |  |     |
| CF         | 9  | 가브리에우 제주스 |  |     |
| 교체 선수: |    |                   |  |     |
| DF         | 6  | 필리피 루이스     |  | 10′ |
| MF         | 17 | 페르난지뉴        |  | 66′ |
| MF         | 8  | 헤나투 아우구스투 |  | 80′ |
| 감독:      |    |                   |  |     |
| 치치       |    |                   |  |     |

| 최우수 선수: 파울리뉴 (브라질) 부심: 레자 소한단 (이란) 모함마드레자 만수리 (이란) 대기심: 제이어 머루포 (미국) 후보 대기심: 아누아르 흐밀라 (튀니지) 비디오 판독심: 마시밀리아노 이라티 (이탈리아) 보조 비디오 판독심: 파베우 길 (폴란드) 파베우 소콜니츠키 (폴란드) 파올로 발레리 (이탈리아) |

### 스위스 vs 코스타리카

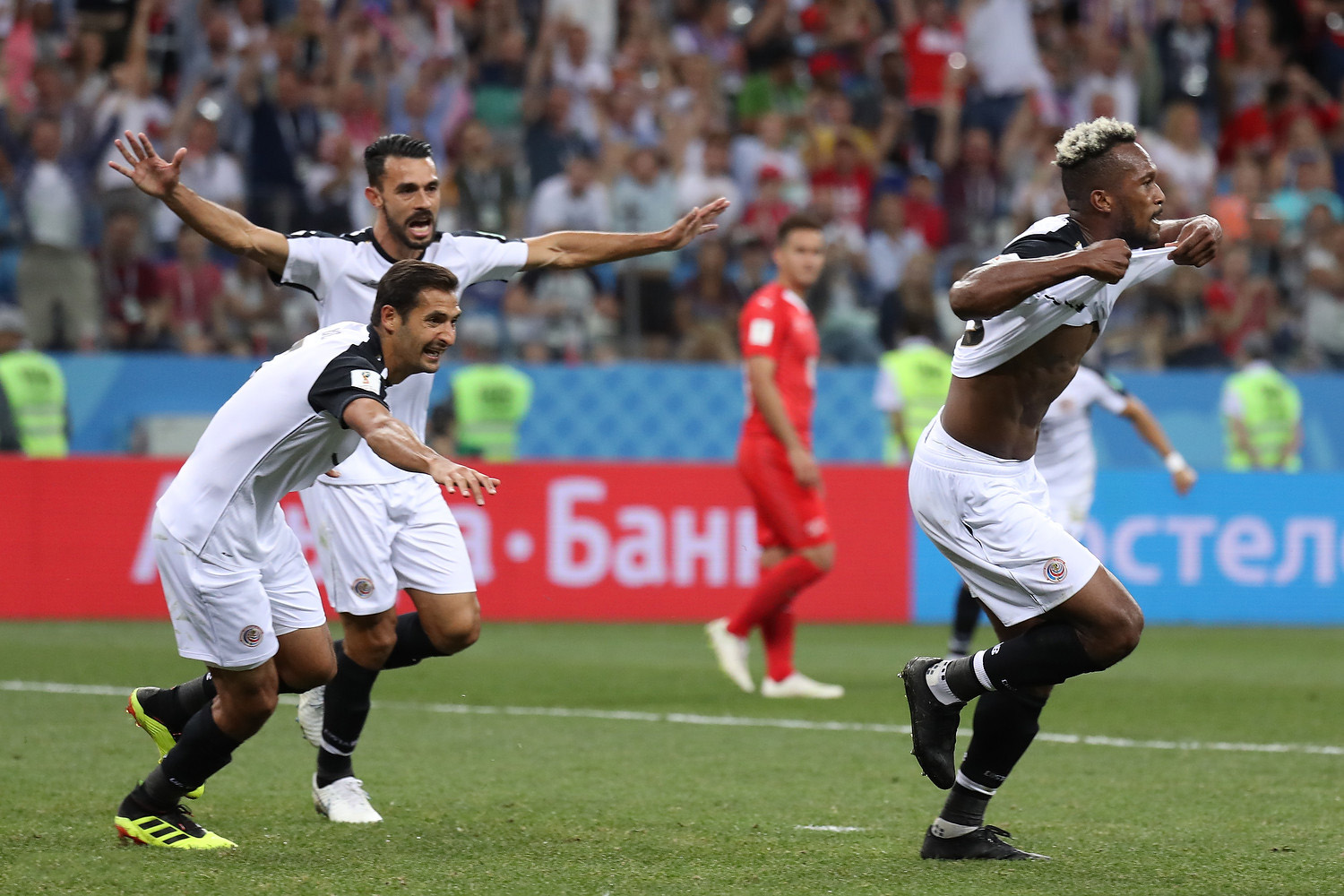
The Costa Ricans celebrating Waston's goal

두 팀은 최근 코스타리카가 1-0으로 이긴 2010친선 경기에서 두번이나 대결했다.
스테판 리치 시티너의 오른쪽 크로스는 브릴 에모볼로의 골을 가로질러 되돌아가고 있었고, 표시되지 않은 블레림 데제마이는 8야드에서 골을 성공시켰다. KeylorNavas는 KendallWaston이 조엘 캠벨이 56분 후에 6야드 거리에서 코너 킥을 성공시키기 전에 Embolo의 노력을 저지했다. 조시 드라미치가 데니스 자카리아의 낮은 크로스를 받아 골을 넣었다. 브라이언 루이즈가 그 지역에서 짐을 싼 후, 스파크를 받은 심판은 단지 그가 오프 사이드 위치에 있을 때 실수를 했다는 것을 보여 준 후에 번복되는 결정을 내렸다. 공 루이즈는 캠벨이 박스에서 떨어진 3분간의 휴식 시간에 그 자리에서 기회를 얻어 페널티 킥을 성공시킨 후 얀 손머의 머리에 맞고 골을 넣었다.
코스타리카를 위한 휴스턴의 골은 월드컵 경기(페널티 홀 제외)424분 만에 처음 출전한 경기로 2014년 16강에서 루이즈가 넣은 골이다. 그리스에 대항하여 스위스는 2006년 이후 처음으로 월드컵 조별 리그 3경기에서 각각 패배를 면했다. 코스타리카는 2018년 러시아전에서 마지막 골을 기록한 나라가 되었다. Sommer는 2014년 온두라스의 프랑스전 노엘 발라다르와 1998년 나이지리아와의 경기에서 스페인의 AndoniZubizarreta에 이어월드컵에서 자살 골을 기록한 세번째 골키퍼이다.
| 스위스                      | 2 – 2  | 코스타리카                       |
| --------------------------- | ------ | -------------------------------- |
| 제마일리 31′ · 드르미치 88′ | 리포트 | 와스톤 56′ · 조머 90+3′ (자책골) |

| 스위스 }} | 코스타리카 |

| GK                    | 1  | 얀 조머                      |     |     |
| RB                    | 2  | 슈테판 리히트슈타이너 (주장) | 37′ |     |
| CB                    | 22 | 파비안 셰어                  | 83′ |     |
| CB                    | 5  | 마누엘 아칸지                |     |     |
| LB                    | 13 | 리카르도 로드리게스          |     |     |
| CM                    | 11 | 발론 베흐라미                |     | 60′ |
| CM                    | 10 | 그라니트 자카                |     |     |
| RW                    | 23 | 제르단 샤치리                |     | 81′ |
| AM                    | 15 | 블레림 제마일리              |     |     |
| LW                    | 7  | 브릴 엠볼로                  |     |     |
| CF                    | 18 | 마리오 가브라노비치          |     | 69′ |
| 교체 선수:            |    |                              |     |     |
| MF                    | 17 | 데니스 자카리아              | 75′ | 60′ |
| FW                    | 19 | 요시프 드르미치              |     | 69′ |
| DF                    | 6  | 미하엘 랑                    |     | 81′ |
| 감독:                 |    |                              |     |     |
| 블라디미르 페트코비치 |    |                              |     |     |

| GK                | 1  | 케일러 나바스          |     |       |
| SW                | 3  | 히안카를로 곤살레스    |     |       |
| CB                | 2  | 호니 아코스타          |     |       |
| CB                | 19 | 켄달 와스톤            | 89′ |       |
| RWB               | 16 | 크리스티안 감보아      | 11′ | 90+3′ |
| LWB               | 8  | 브리안 오비에도        |     |       |
| CM                | 5  | 셀소 보르헤스          |     |       |
| CM                | 20 | 다비드 구스만          |     | 90+1′ |
| RW                | 9  | 다니엘 콜린드레스      |     | 81′   |
| LW                | 10 | 브라이언 루이스 (주장) |     |       |
| CF                | 12 | 조엘 캠벨              | 29′ |       |
| 교체 선수:        |    |                        |     |       |
| MF                | 13 | 로드니 월러스          |     | 81′   |
| MF                | 14 | 란달 아소페이파        |     | 90+1′ |
| DF                | 4  | 이안 스미스            |     | 90+3′ |
| 감독:             |    |                        |     |       |
| 오스카르 라미레스 |    |                        |     |       |

| 최우수 선수: 블레림 제마일리 (스위스) 부심: 니콜라 다노스 (프랑스) 시릴 그랭고르 (프랑스) 대기심: 노르베르 하우아타 (타히티) 후보 대기심: 베르트랑 브리알 (누벨칼레도니) 비디오 판독심: 펠릭스 츠바이어 (독일) 보조 비디오 판독심: 바스티안 당케르트 (독일) 마르크 보르슈 (독일) 시몬 마르치니아크 (폴란드) |

## 경고 기록
페어플레이 점수는 양팀의 승점, 골득실차, 득점이 동률을 이룰 때 적용되며, 경고와 퇴장 기록을 기준으로 다음과 같이 계산한다.
- 첫번째 경고: 1점 감점;
- 경고 누적으로 인한 퇴장: 3점 감점;
- 즉각 퇴장: 4점 감점;
- 경고 후 즉각 퇴장: 5점 감점;

| 팀         | 1번 경기    | 1번 경기                      | 1번 경기 | 1번 경기               | 2번 경기    | 2번 경기                      | 2번 경기 | 2번 경기               | 3번 경기    | 3번 경기                      | 3번 경기 | 3번 경기               | 합계 |
| 팀         | Yellow card | Yellow card · Yellow-red card | Red card | Yellow card · Red card | Yellow card | Yellow card · Yellow-red card | Red card | Yellow card · Red card | Yellow card | Yellow card · Yellow-red card | Red card | Yellow card · Red card | 합계 |
| ---------- | ----------- | ----------------------------- | -------- | ---------------------- | ----------- | ----------------------------- | -------- | ---------------------- | ----------- | ----------------------------- | -------- | ---------------------- | ---- |
| 브라질     | 1           | 0                             | 0        | 0                      | 2           | 0                             | 0        | 0                      | 0           | 0                             | 0        | 0                      | −3   |
| 코스타리카 | 2           | 0                             | 0        | 0                      | 1           | 0                             | 0        | 0                      | 3           | 0                             | 0        | 0                      | −6   |
| 스위스     | 3           | 0                             | 0        | 0                      | 1           | 0                             | 0        | 0                      | 3           | 0                             | 0        | 0                      | −7   |
| 세르비아   | 2           | 0                             | 0        | 0                      | 4           | 0                             | 0        | 0                      | 3           | 0                             | 0        | 0                      | −9   |

## 같이 보기
- 브라질의 FIFA 월드컵 성적